# Lista de episódios de Masha e o Urso
Esta é uma lista de todos os episódios do desenho animado russo Masha e o Urso (em inglês:  Masha and the Bear, em russo:  Маша и Медведь, transl. Masha i Medved), produzido pelos estúdios de animação Animaccord, que foi exibida originalmente em 7 de janeiro de 2009 e exibida desde 1 de outubro de 2014 no Brasil, Cada temporada do Desenho possui 26 Episódios, menos a 4ª Temporada, que teve apenas 13 Episódios.

## Resumo da série
| Temporada | Temporada | Episódios | Exibição original      | Exibição original     |
| Temporada | Temporada | Episódios | Estréia de Temporada   | Final de Temporada    |
| --------- | --------- | --------- | ---------------------- | --------------------- |
|           | 1         | 26        | 7 de Janeiro de 2009   | 15 de Agosto de 2012  |
|           | 2         | 26        | 11 de setembro de 2012 | 2 de setembro de 2015 |
|           | 3         | 26        | 28 de Novembro de 2015 | 26 de Abril de 2019   |
|           | 4         | 13        | 30 de Julho de 2019    | 30 de Julho de 2020   |
|           | 5         | 26        | 30 de Julho de 2020    | TBA }}                |

## Episódios

### 1ª temporada
| # | #  | Título[carece de fontes?]                                                            | Dirigido por[carece de fontes?] | Escrito por[carece de fontes?] |
| --- | -- | ------------------------------------------------------------------------------------ | ------------------------------- | ------------------------------ |
| 1 | 1  | "Como Eles se Conheceram" (em russo: Первая встреча)                                 | Denis Cherviatsov               | Oleg Kuzovkov                  |
| Masha e Urso se conhecem. |    |                                                                                      |                                 |                                |
| 2 | 2  | "Não Acordar até a Primavera!" (em russo: До весны не будить!)                       | Oleg Kuzovkov                   | Oleg Kuzovkov                  |
| Urso tenta hibernar como todo urso faz no inverno, mas Masha faz uma visita e estraga tudo.                                                                             |    |                                                                                      |                                 |                                |
| 3 | 3  | "Um, Dois, Três! Acenda a Árvore de Natal!" (em russo: Раз, два, три! Ёлочка, гори!) | Oleg Kuzovkov                   | Oleg Uzhinov                   |
| Masha e seus amigos vão comemorar o Natal na casa do Urso. |    |                                                                                      |                                 |                                |
| 4 | 4  | "Primavera para o Urso!" (em russo: Весна пришла!)                                   | Marina Nefedova                 | Oleg Kuzovkov                  |
| A primavera chega, e Urso se apaixona pela Ursa, mas quem vai atrapalhar a primavera do Urso?                                                                           |    |                                                                                      |                                 |                                |
| 5 | 5  | "Fui Pescar!" (em russo: Ловись, рыбка!)                                             | Denis Cherviatsov               | Oleg Kuzovkov                  |
| Urso tenta pescar, mas Masha atrapalha todo o momento da pescaria de Urso.                                                                                              |    |                                                                                      |                                 |                                |
| 6 | 6  | "Pegadas de Animais Desconhecidos" (em russo: Следы невиданных зверей)               | Oleg Uzhinov                    | Oleg Kuzovkov                  |
| Urso tenta ensinar Masha a identificar pegadas de animais. |    |                                                                                      |                                 |                                |
| 7 | 7  | "Criança com Lobos" (em russo: С волками жить...)                                    | Oleg Kuzovkov                   | Oleg Kuzovkov                  |
| Os lobos "sequestram" Masha, em troca da geladeira do Urso, mas eles não esperavam que Masha seria muito travessa.                                                      |    |                                                                                      |                                 |                                |
| 8 | 8  | "Dia de Geléia" (em russo: День варенья)                                             | Oleg Uzhinov                    | Oleg Kuzovkov                  |
| Urso resolve colher frutas para fazer uma geleia, mas Masha chega, e atrapalha tudo, ela "se arrepende" e com a ajuda dos outros bichos, ela faz uma surpresa pro Urso. |    |                                                                                      |                                 |                                |
| 9 | 9  | "Me Ligue, Por Favor!" (em russo: Позвони мне, позвони!)                             | Marina Nefedova                 | Oleg Kuzovkov                  |
| Enquanto assiste um jogo de futebol, Urso dá o seu telefone a Masha, mas em caso de perigo.                                                                             |    |                                                                                      |                                 |                                |
| 10 | 10 | "Férias no Gelo" (em russo: Праздник на льду)                                        | Denis Cherviatsov Oleg Kuzovkov | Oleg Kuzovkov                  |
| Masha quer aprender a patinar no gelo, mas depois de muita insistência, Urso resolve ensiná-la.                                                                         |    |                                                                                      |                                 |                                |
| 11 | 11 | "Primeiro Dia de Aula" (em russo: Первый раз в первый класс)                         | Olga Baulina                    | Oleg Kuzovkov                  |
| Com o começo de setembro, Urso faz uma escolinha para ensinar algumas coisas para Masha.                                                                                |    |                                                                                      |                                 |                                |
| 12 | 12 | "Entrada Proibida" (em russo: Граница на замке)                                      | Oleg Kuzovkov                   | Oleg Kuzovkov                  |
| 13 | 13 | "Pique-Esconde não é para Fracos!" (em russo: Кто не спрятался, я не виноват!)       | Oleg Uzhinov                    | Oleg Kuzovkov                  |
| Masha e Urso brincam de pique-esconde, apesar de Urso querer fazer suas cruzadinhas.                                                                                    |    |                                                                                      |                                 |                                |
| 14 | 14 | "Cuidado!" (em russo: Лыжню!)                                                        | Denis Cherviatsov               | Oleg Kuzovkov                  |
| 15 | 15 | "Priminho" (em russo: Дальний родственник)                                           | Oleg Kuzovkov                   | Oleg Kuzovkov                  |
| O sobrinho de Urso veio visitá-lo. |    |                                                                                      |                                 |                                |
| 16 | 16 | "Melhoras!" (em russo: Будьте здоровы!)                                              | Olga Baulina                    | Oleg Kuzovkov                  |
| Urso finge estar doente para Masha não atormentá-lo. |    |                                                                                      |                                 |                                |
| 17 | 17 | "Receita para o Desastre" (em russo: Маша + каша)                                    | Oleg Uzhinov                    | Oleg Kuzovkov                  |
| 18 | 18 | "Dia de Lavar a Roupa" (em russo: Большая стирка)                                    | Oleg Uzhinov                    | Oleg Kuzovkov                  |
| 19 | 19 | "A Lição de Piano" (em russo: Репетиция оркестра)                                    | Oleg Kuzovkov                   | Oleg Kuzovkov                  |
| 20 | 20 | "Listras e Bigodes" (em russo: Усатый-полосатый)                                     | Roman Kozich                    | Oleg Kuzovkov                  |
| 21 | 21 | "Sozinho em Casa" (em russo: Один дома)                                              | Oleg Uzhinov                    | Oleg Kuzovkov                  |
| 22 | 22 | "Prenda a Respiração!" (em russo: Дышите! Не дышите!)                                | Georgii Orlov                   | Oleg Kuzovkov                  |
| 23 | 23 | "O Filhote Abandonado" (em russo: Подкидыш)                                          | Roman Kozich                    | Oleg Kuzovkov                  |
| 24 | 24 | "Bon Appétit" (em russo: Приятного аппетита)                                         | Vlad Bayramgulov                | Oleg Kuzovkov                  |
| 25 | 25 | "Abracadabra" (em russo: Фокус-покус)                                                | Georgii Orlov                   | Oleg Kuzovkov                  |
| 26 | 26 | "Melhoria do Lar" (em russo: Осторожно, ремонт!)                                     | Natalia Malgina                 | Oleg Uzhinov Denis Cherviatsov |

### 2ª temporada (2015-2016)
| # | #  | Título[carece de fontes?]                               | Dirigido por[carece de fontes?] | Escrito por[carece de fontes?] |
| --- | -- | ------------------------------------------------------- | ------------------------------- | ------------------------------ |
| 27 | 1  | "Retrato Perfeito" (em russo: Картина маслом)           |                                 | Oleg Kuzovkov                  |
| 28 | 2  | "A Cavalo" (em russo: Ход конём)                        |                                 | Oleg Kuzovkov                  |
| 29 | 3  | "O Hit da Temporada" (em russo: Хит сезона)             | Natalya Malgina                 | Oleg Kuzovkov                  |
| 30 | 4  | "O Milagre do Crescimento" (em russo: Витамин роста)    |                                 | Oleg Kuzovkov                  |
| 31 | 5  | "A Vassoura Voadora" (em russo: Новая метла)            | Georgii Orlov                   | Oleg Kuzovkov                  |
| 32 | 6  | "Tudo em Família" (em russo: Когда все дома)            |                                 | Oleg Kuzovkov                  |
| 33 | 7  | "La Dolce Vita" (em russo: Сладкая жизнь)               | Roman Kozich                    | Oleg Kuzovkov                  |
| 34 | 8  | "Sessão de Foto" (em russo: Фотография 9 на 12)         |                                 | Oleg Kuzovkov                  |
| 35 | 9  | "Fazendo Travessuras" (em russo: Трудно быть маленьким) |                                 | Oleg Kuzovkov                  |
| 36 | 10 | "Duas é Demais" (em russo: Двое на одного)              |                                 | Oleg Kuzovkov                  |
| 37 | 11 | "A Grande Jornada" (em russo: Большое путешествие)      |                                 | Oleg Kuzovkov                  |
| 38 | 12 | "Trocando os Papéis" (em russo: Нынче всё наоборот)     | Natalya Malgina                 | Oleg Kuzovkov                  |
| 39 | 13 | "A Noite Assustadora" (em russo: Сказка на ночь)        | Georgii Orlov                   | Oleg Kuzovkov                  |
| 40 | 14 | "Beleza Perigosa" (em russo: Красота - страшная сила)   | Roman Kozich                    | Oleg Kuzovkov                  |
| 41 | 15 | "O Chapéu" (em russo: Дело в шляпе)                     |                                 | Oleg Kuzovkov                  |
| 42 | 16 | "E, Ação!" (em russo: День кино)                        | Ilya Trusov                     | Oleg Kuzovkov                  |
| 43 | 17 | "Herói em Ação" (em russo: Героями не рождаются)        | Natalya Malgina                 | Oleg Kuzovkov                  |
| 44 | 18 | "Uma Vez por Ano" (em russo: Раз в году)                | Georgii Orlov                   | Oleg Kuzovkov                  |
| 45 | 19 | "O Caso Complicado" (em russo: Запутанная история)      | Vladislav Bayramgulov           | Oleg Kuzovkov                  |
| 46 | 20 | "A Febre da Dança" (em russo: Учитель танцев)           |                                 | Oleg Kuzovkov                  |
| 47 | 21 | "Grito de Vitória" (em russo: Крик победы)              |                                 | Oleg Kuzovkov                  |
| 48 | 22 | "Urso de Sabre" (em russo: Пещерный медведь)            | Vladislav Bayramgulov           | Oleg Kuzovkov                  |
| 49 | 23 | "Show de Variedades" (em russo: Дорогая передача)       |                                 | Oleg Kuzovkov                  |
| 50 | 24 | "Feriado da Colheita" (em russo: Праздник урожая)       |                                 | Oleg Kuzovkov                  |
| 51 | 25 | "Os Vingadores" (em russo: Неуловимые мстители)         | Vladislav Bayramgulov           | Oleg Kuzovkov                  |
| Urso está cansado de ser a "babá" de Masha e de seu sobrinho Panda, então ele cola avisos para alguém cuidar deles. |    |                                                         |                                 |                                |
| 52 | 26 | "Te Vejo Depois!" (em russo: До новых встреч!)          |                                 | Oleg Kuzovkov                  |
| Masha se despede dos seus amigos.                                                                                   |    |                                                         |                                 |                                |

### 3ª temporada (2017 - 2019)
| #  | #  | Título[carece de fontes?]                                         | Dirigido por[carece de fontes?] | Escrito por[carece de fontes?] |
| -- | -- | ----------------------------------------------------------------- | ------------------------------- | ------------------------------ |
| 53 | 1  | " Voltar para Casa não é facil" (em russo: На круги своя)         |                                 | Oleg Kuzovkov                  |
| 54 | 2  | "В гостях у cказки"                                               |                                 | Oleg Kuzovkov                  |
| 55 | 3  | "Эх, прокачу!"                                                    |                                 | Oleg Kuzovkov                  |
| 56 | 4  | "uma história Fantasmagórica!" (em russo: Страшно, аж жуть!)      |                                 | Oleg Kuzovkov                  |
| 57 | 5  | "На привале"                                                      |                                 | Oleg Kuzovkov                  |
| 58 | 6  | "Кошки-мышки"                                                     |                                 | Oleg Kuzovkov                  |
| 59 | 7  | "Game Over"                                                       |                                 | Oleg Kuzovkov                  |
| 60 | 8  | "К вашим услугам!"                                                |                                 | Oleg Kuzovkov                  |
| 61 | 9  | "С любимыми не расставайтесь"                                     |                                 | Oleg Kuzovkov                  |
| 62 | 10 | "Спи, моя радость, усни!"                                         |                                 | Oleg Kuzovkov                  |
| 63 | 11 | "Сюрприз! Сюрприз!"                                               |                                 | Oleg Kuzovkov                  |
| 64 | 12 | "Три машкетёра"                                                   |                                 | Oleg Kuzovkov                  |
| 65 | 13 | "Есть контакт!"                                                   |                                 | Oleg Kuzovkov                  |
| 66 | 14 | "Спокойствие, только спокойствие!"                                |                                 | Oleg Kuzovkov                  |
| 67 | 15 | "Цирк, да и только"                                               |                                 | Oleg Kuzovkov                  |
| 68 | 16 | "Квартет плюс"                                                    |                                 | Oleg Kuzovkov                  |
| 69 | 17 | "Сколько волка ни корми…"                                         |                                 | Oleg Kuzovkov                  |
| 70 | 18 | "Звезда с неба"                                                   |                                 | Oleg Kuzovkov                  |
| 71 | 19 | "Вот такой хоккей"                                                |                                 | Oleg Kuzovkov                  |
| 72 | 20 | "Шарики и кубики"                                                 |                                 | Oleg Kuzovkov                  |
| 73 | 21 | "Случай на рыбалке"                                               |                                 | Oleg Kuzovkov                  |
| 74 | 22 | "Вот как бывает"                                                  |                                 | Oleg Kuzovkov                  |
| 75 | 23 | "Deus salve a Rainha!" (em russo: Не царское дело)                |                                 | Oleg Kuzovkov                  |
| 76 | 24 | "O Mundo Todo é um Teatro" (em russo: Вся жизнь — театр)          |                                 | Oleg Kuzovkov                  |
| 77 | 25 | "Volta ao Mundo em uma Hora" (em russo: Вокруг света за один час) |                                 | Oleg Kuzovkov                  |
| 78 | 26 | "O Que Você quer Ser?" (em russo: Кем быть?)                      |                                 | Oleg Kuzovkov                  |

### As Canções de Masha: 4ª Temporada (2019-2020)
| #  | #  | Título                                                                      | Dirigido por                            | Escrito por                     | Estreia                 |
| -- | -- | --------------------------------------------------------------------------- | --------------------------------------- | ------------------------------- | ----------------------- |
| 79 | 1  | "Todo Mundo Gosta de Cantar" (em russo: Там все любят петь)                 | Denis Chervyatsov                       | Denis Chervyatsov               | 31 de maio de 2019      |
| 80 | 2  | "A Última Moda" (em russo: Последний писк моды)                             | Ilya Trusov                             | Mariana Sycheva                 | 5 de Julho de 2019      |
| 81 | 3  | "Paciência E Trabalho" (em russo: Терпение и труд — das ist gut!)           | Georgii Orlov                           | Denis Chervyatsov               | 26 de julho de 2019     |
| 82 | 4  | "Carnaval Uma Vez Por Ano!" (em russo: Делу время, а карнавал раз в год!)   | Andrey Belyaev                          | Denis Chervyatsov Ernest Kataev | 29 de agosto de 2019    |
| 83 | 5  | "O Segredo de Mashuko" (em russo: Секрет Машуко)                            | Georgii Orlov                           | Hunter Cope                     | 26 de Setembro de 2019  |
| 84 | 6  | "Da Inglaterra com Amor" (em russo: Из Англии с любовью)                    | Natalya Malgina                         | Marina Sycheva                  | 31 de Outubro de 2019   |
| 85 | 7  | "Feliz Ano Novo!... De Novo?" (em russo: Опять Новый год!)                  | Roman Kozich                            | Greg Nix                        | 5 de Dezembro de 2019   |
| 86 | 8  | "Motivos Espanhois" (em russo: Испанские мотивы)                            | Andrey Belyaev                          | Mariana Sycheva                 | 13 de Fevereiro de 2020 |
| 87 | 9  | "Quando Os Cactos Florescem" (em russo: Когда цветут кактусы)               | Ilya Trusov                             | Greg Nix                        | 19 de Março de 2020     |
| 88 | 10 | "Uma História Grega Quase Antiga" (em russo: Почти древнегреческая история) | Roman Kozich                            | Alex Budovsky Denis Chervyatsov | 16 de Abril de 2020     |
| 89 | 11 | "Contos Orientais" (em russo: Восточные сказки)                             | Georgii Orlov                           | Mariana Sycheva                 | 21 de Maio de 2020      |
| 90 | 12 | "Era Uma Vez no Velho Oeste" (em russo: Однажды на диком западе)            | Denis Chervyatsov Vladislav Bayramgulov | Hunter Cope                     | 25 de Junho de 2020     |
| 91 | 13 | "Chá de Elefante" (em russo: Чай со слоном)                                 | Natalya Malgina                         | Mariana Sycheva                 | 30 de Julho de 2020     |

### 5ª Temporada (2020-)
| # | # | Título                                             | Dirigido por | Escrito por | Estreia                                                        |
| --- | - | -------------------------------------------------- | ------------ | ----------- | -------------------------------------------------------------- |
| 92 | 1 | "A Grande Caminhada" (em russo: Большой поход)     | Em Breve     | Em Breve    | 30 de julho de 2020 (KinoPoisk) 27 de Agosto de 2020 (YouTube) |
| Masha e o Urso vão para os vulcões, que o Urso admirou pela última vez quando era criança com seu Pai. |   |                                                    |              |             |                                                                |
| 93 | 2 | "O que Está Dentro?" (em russo: Что внутри?)       | Em Breve     | Em Breve    | 30 de julho de 2020 (KinoPoisk)                                |
| 94 | 3 | "Algo Saboroso" (em russo: Что-нибудь вкусненькое) | Em Breve     | Em Breve    | 27 de Agosto de 2020 (KinoPoisk)                               |